# درون سپیدی
درون سپیدی (به انگلیسی: Into the White) فیلمی به کارگردانی پیتر نائس محصول کشورهای نروژ و سوئد در سال ۲۰۱۲ است.
داوید کروس، لاکلان نیبر و روپرت گرینت از بازیگران این فیلم می‌باشند.